# 星際大戰電影列表
《星球大战》（英语：Star Wars）系列媒體包括多部真人和動畫電影以及電視劇。系列电影以攔腰法的正传三部曲作为系列开端，并持续创作出前传三部曲和后传三部曲以及外传电影，被称为「天行者传奇」。
星球大战系列的第一部电影为1977年的同名电影——星球大战，在1981年后更名为星球大战四部曲：曙光乍现，接着是帝国反击战（1980年上映）和绝地归来（1983年上映），在大银幕分别成为五部曲和六部曲的两部电影，这三部电影合称「正传三部曲」。16年后，即1999年，魅影危机上映，接着持续推出克隆人的进攻（2002年上映）和西斯的复仇（2005年上映），合称「前传三部曲」。创始人乔治·卢卡斯于2012年将卢卡斯影业出售给迪士尼公司后，迪士尼持续推出了原力觉醒、最后的绝地武士、天行者的崛起，合称「后传三部曲」。
最先推出的三部衍生电影是电视版的星球大战：假日特辑（1978年播映）、小奇兵（1984年播映）和魔星傳奇（1985年播映），但在2012年卢卡斯影业被出售给迪士尼公司后，这些电影被列为传奇，而非正典。但是院线上映的动画电影星球大战：克隆人战争以及其系列动画被归为正典。在后传三部曲上映期间，迪士尼持续推出了两部外传电影——侠盗一号（2016年上映）和游侠索罗（2018年上映）。塔伊加·維迪提、詹姆斯·曼高德、戴夫·菲洛尼和莎敏·奥巴伊德-奇諾伊的未定名电影已正式编剧，而其他未指定的电影据报道正处于早期开发阶段。
該系列電影共計收穫票房超過100億美元，在全球系列電影票房排行中位居第二。所有的真人電影均獲得奥斯卡金像奖的提名，正傳三部曲獲得包括最佳影片獎、最佳導演獎、最佳原創劇本獎和最佳男配角獎等在內多項提名，續集電影均獲得技術類提名。

## 天行者傳奇
包括正傳、前傳和後傳在內的九部電影合稱為「天行者傳奇」。正傳依次於1977年至1983年上映，前傳依次於1999年至2005年上映，後傳依次於2015年至2019年上映。「天行者傳奇」以擁有原力的天行者家族為主線。前傳三部曲講述安納金·天行者被訓練成為絕地武士，最終墜入原力的黑暗面成為達斯·維達。正傳三部曲講述安納金的一對兒女盧克·天行者和莉亞·歐嘉納加入反抗軍同盟，對抗達斯·維達以及他所效忠的銀河帝國。後傳三部曲講述莉亞·歐嘉納的兒子班·索羅墜入原力的黑暗面，成為主要反派勢力第一秩序的領導者凱羅·忍，但他最終成長並回到光明面，協助芮徹底消滅希夫·白卜庭。
| 電影                       | 美國上映日期   | 導演         | 編劇                                   | 故事                                                     | 監製                                        |
| 正傳三部曲                 | 正傳三部曲     | 正傳三部曲   | 正傳三部曲                             | 正傳三部曲                                               | 正傳三部曲                                  |
| -------------------------- | -------------- | ------------ | -------------------------------------- | -------------------------------------------------------- | ------------------------------------------- |
| 《四部曲：曙光乍現》       | 1977年5月25日  | 喬治·盧卡斯  | 喬治·盧卡斯                            | 喬治·盧卡斯                                              | 蓋瑞·庫爾茲                                 |
| 《五部曲：帝國大反擊》     | 1980年5月21日  | 爾文·克許納  | 李·布拉凱特＆勞倫斯·卡斯丹             | 喬治·盧卡斯                                              | 蓋瑞·庫爾茲                                 |
| 《六部曲：絕地大反攻》     | 1983年5月25日  | 理查·馬昆    | 勞倫斯·卡斯丹＆喬治·盧卡斯             | 喬治·盧卡斯                                              | 霍華德·卡贊金                               |
| 前傳三部曲                 |                |              |                                        |                                                          |                                             |
| 《首部曲：威脅潛伏》       | 1999年5月19日  | 喬治·盧卡斯  | 喬治·盧卡斯                            | 喬治·盧卡斯                                              | 瑞克·麥考倫                                 |
| 《二部曲：複製人全面進攻》 | 2002年5月16日  | 喬治·盧卡斯  | 喬治·盧卡斯＆喬納森·黑爾斯             | 喬治·盧卡斯                                              | 瑞克·麥考倫                                 |
| 《三部曲：西斯大帝的復仇》 | 2005年5月19日  | 喬治·盧卡斯  | 喬治·盧卡斯                            | 喬治·盧卡斯                                              | 瑞克·麥考倫                                 |
| 後傳三部曲                 |                |              |                                        |                                                          |                                             |
| 《七部曲：原力覺醒》       | 2015年12月18日 | J·J·亞伯拉罕 | J·J·亞伯拉罕＆勞倫斯·卡斯丹和麥可·安特 | J·J·亞伯拉罕＆勞倫斯·卡斯丹和麥可·安特                   | 凱斯琳·甘迺迪、J·J·亞伯拉罕 和布萊恩·柏克   |
| 《八部曲：最後的絕地武士》 | 2017年12月15日 | 雷恩·強生    | 雷恩·強生                              | 雷恩·強生                                                | 凱斯琳·甘迺迪和拉姆·伯格曼                  |
| 《九部曲：天行者的崛起》   | 2019年12月20日 | J·J·亞伯拉罕 | 克里斯·泰瑞歐＆J·J·亞伯拉罕            | 德瑞克·康諾利＆柯林·崔佛洛 和克里斯·泰瑞歐＆J·J·亞伯拉罕 | 凱斯琳·甘迺迪、J·J·亞伯拉罕 和蜜雪兒·雷伊萬 |

## 獨立電影
喬治·盧卡斯在規劃「天行者傳奇」系列電影時，還計劃製作與該系列不直接相關的獨立電影。2005年，在《星際大戰六部曲：絕地大反攻》上映之後，喬治·盧卡斯著手製作衍生的電視動畫影集《複製人之戰》，推出同名動畫電影作為影集的前導集。2016年電影《星際大戰外傳：俠盜一號》講述反抗軍同盟派遣突擊隊盜取死星設計資料的故事，主要事件發生於《星際大戰四部曲：曙光乍現》稍早之前。2018年電影《星際大戰外傳：韓索羅》講述韓·索羅的起源故事，丘巴卡和藍道·卡利森為主要配角出現於電影之中。

### 動畫電影
| 電影           | 美國上映日期  | 導演        | 編劇                                  | 故事                                  | 監製        |
| -------------- | ------------- | ----------- | ------------------------------------- | ------------------------------------- | ----------- |
| 《複製人之戰》 | 2008年8月15日 | 戴夫·費羅尼 | 亨利·吉羅伊＆史蒂芬·梅欽＆史考特·墨菲 | 亨利·吉羅伊＆史蒂芬·梅欽＆史考特·墨菲 | 凱薩琳·溫德 |

#### 《複製人之戰》（2008年）
2008年下半年，在動畫影集《複製人之戰》播出之前，電影《複製人之戰》於戲院上映。電影時間背景設定在《星際大戰二部曲：複製人全面進攻》和《星際大戰三部曲：西斯大帝的復仇》之間，講述安納金·天行者訓練他的新學徒亞蘇卡·譚諾，這部動畫電影同時說明了亞蘇卡·譚諾沒有出現於電影《星際大戰三部曲：西斯大帝的復仇》中的原因。2014年，這部電影和動畫影集被列入星際大戰正史。

### 外傳電影
| 電影         | 美國上映日期   | 導演          | 編劇                         | 故事                         | 監製                                         |
| ------------ | -------------- | ------------- | ---------------------------- | ---------------------------- | -------------------------------------------- |
| 《俠盜一號》 | 2016年12月16日 | 蓋瑞斯·愛德華 | 克里斯·魏茲＆東尼·格萊       | 約翰·諾爾＆蓋瑞·惠塔         | 凱斯琳·甘迺迪、艾莉森·希阿墨 和賽門·伊曼紐爾 |
| 《韓索羅》   | 2018年5月25日  | 朗·霍華       | 喬納森·卡斯丹＆勞倫斯·卡斯丹 | 喬納森·卡斯丹＆勞倫斯·卡斯丹 | 凱斯琳·甘迺迪、艾莉森·希阿墨 和賽門·伊曼紐爾 |

2012年，早在迪士尼收購盧卡斯影業之前，喬治·盧卡斯在開發後傳三部曲的同時，他與聯合編劇勞倫斯·卡斯丹開始計劃關於韓·索羅的獨立系列電影。2013年2月，迪士尼首席執行官羅伯特·艾格透露稱正在開發卡斯丹主導的電影，《娛樂周刊》報道稱這部電影以韓·索羅為主角。迪士尼首席財務官傑伊·拉蘇洛進一步透露獨立系列電影是起源故事。凱斯琳·甘迺迪確認獨立系列電影中引入的角色不會與將要製作的後傳三部曲交互。獨立系列電影的副標題直譯為「星際大戰故事」（A Star Wars Story）。

#### 《俠盜一號》（2016年）
《俠盜一號》的主體故事設定於《四部曲：曙光乍現》稍早之前，講述反抗軍同盟的突擊隊設法盜取死星設計資料。
影片的故事創意來自編劇約翰·諾爾，他是光影魔幻工業的創意總監。2014年5月，盧卡斯影業宣佈聘請蓋瑞斯·愛德華執導電影。2016年12月16日，蓋瑞·惠塔完成了劇本初稿。2015年，電影副標題確定為「俠盜一號」（Rogue One），克里斯·魏茲重寫劇本，菲麗希緹·瓊斯領銜出演，班·曼德森和狄亞哥·盧納出演新角色，詹姆士·厄爾·瓊斯回歸為達斯·維達配音。這部電影中第一次引入了動畫影集中創作的角色，由佛瑞斯·惠特克飾演《複製人之戰》中的索·葛瑞拉。電影獲得一致好評，上映一周內全球票房收入超過5億美元。

#### 《韓索羅》（2018年）
《韓索羅》是星際大戰系列的第二部外傳電影，時間背景設定在《四部曲：曙光乍現》的十年之前，講述韓·索羅年輕時期的冒險故事，他結識丘巴卡，從藍道·卡利森手中贏得千年鷹號。
在迪士尼收購盧卡斯影業之前，喬治·盧卡斯聘請正傳三部曲編劇倫斯·卡斯丹為以年輕時期的韓·索羅為主角的外傳電影執筆劇本。艾登·艾倫瑞克領銜出演韓·索羅，喬納斯·蘇歐塔摩出演丘巴卡，唐納·葛洛佛出演藍道·卡利森，艾蜜莉·克拉克出演綺拉，伍迪·哈里森出演貝克特。影片原由菲爾·洛德與克里斯多福·米勒執導，但是他們在主體拍攝期間被解僱，朗·霍華接替他們擔當導演。影片結尾銜接《四部曲：曙光乍現》的劇情。

## 未來計劃
| 電影               | 美國上映日期  | 導演        | 編劇                   | 故事                   | 監製                                     | 狀態   | 引用                               |
| ------------------ | ------------- | ----------- | ---------------------- | ---------------------- | ---------------------------------------- | ------ | ---------------------------------- |
| 《曼達洛人與古古》 | 2026年5月22日 | 強·法夫洛   | 強·法夫洛& Dave Filoni | 強·法夫洛& Dave Filoni | 凱斯琳·甘迺迪、Dave Filoni & Jon Favreau | 後製   | [ 50 ] [ 51 ] [ 52 ]               |
| 《俠盜中隊》       | 待公布        | 派蒂·珍金斯 | 馬修·羅賓森            | 馬修·羅賓森            | 凱斯琳·甘迺迪                            | 開發中 | [ 53 ] [ 54 ] [ 55 ] [ 53 ] [ 56 ] |

迪士尼為星際大戰電影計劃了三個上映檔期，受2019冠狀病毒病疫情影響，三個檔期分別延後至2023年12月22日、2025年12月19日和2027年12月17日。

### 《俠盜中隊》（待定）
2020年12月10日，盧卡斯影業在迪士尼投資人會議上宣佈開發片名為《俠盜中隊》（Rogue Squadron）的電影，派蒂·珍金斯擔當導演，定於2023年12月22日上映。2021年6月25日，馬修·羅賓森確定執筆劇本。2022年9月15日，这部电影被确认从迪士尼的上映时间表中删除。2023年4月，肯尼迪表示该项目仍可能以电影或电视剧的形式出现。

### 其他項目
2018年4月，盧卡斯影業宣佈多部外傳電影正在開發階段，但是在2019年《星際大戰九部曲：天行者的崛起》上映之後，該系列項目被擱置。
- 2017年底，《星際大戰八部曲：最後的絕地武士》的導演兼編劇雷恩·強生確認正在為新三部曲執筆劇本，並擔當導演[63][64]。他將在完成2019年電影《鋒迴路轉》以及其他項目的工作之後，開啟製作新三部曲[65][66]。新三部曲將聚焦全新角色和新的時間節點[67]。

- 2019年9月25日，報道稱漫威電影宇宙監製凱文·費吉計劃聯合凱斯琳·甘迺迪開發一部星際大戰電影[68]。

- 2020年2月21日，《綜藝》雜誌報道稱由《靈心妙手（英语：Sleight）》導演J·D·迪拉德（J. D. Dillard）和《盧克·凱奇》編劇麥特·歐文斯（Matt Owens）主導的星際大戰電影正在早期開發階段[69]。

- 2020年5月4日，曾執導《曼達洛人》第一季最終集的塔伊加·維迪提宣佈擔當一部星際大戰電影的導演，他將於聯合克莉絲蒂·威爾森-克倫斯（英语：Krysty Wilson-Cairns）創作劇本[70]。

## 電視電影
第一部星際大戰衍生電影《星際大戰：假日特輯》於1978年播出，另有兩部關於伊娃族的電影於1980年代播出，這兩部電影曾在歐洲戲院上映。

### 《假日特輯》（1978年）
| 電影         | 美國播出日期   | 導演        | 編劇                                                                | 故事                                                                | 監製                                         | 電視網 |
| ------------ | -------------- | ----------- | ------------------------------------------------------------------- | ------------------------------------------------------------------- | -------------------------------------------- | ------ |
| 《假日特輯》 | 1978年11月17日 | 史蒂夫·賓德 | 帕特·普羅夫特、倫納德·里普斯、布魯斯·維蘭奇、羅德·沃倫和米茲·韋爾奇 | 帕特·普羅夫特、倫納德·里普斯、布魯斯·維蘭奇、羅德·沃倫和米茲·韋爾奇 | 喬·雷頓、傑夫·斯塔什、肯·韋爾奇和米茲·韋爾奇 | CBS    |

1978年，《星際大戰：假日特輯》作為兩小時特輯以綜藝節目的形式在CBS播出。喬治·盧卡斯沒有主導製作，他對這部特輯整體非常不滿意，但是認可其中時長11分鐘有關賞金獵人波巴·費特的動畫，這段動畫作為附贈出現於《星際大戰》部分電影的藍光影碟中。

### 伊娃族電影
以《六部曲：絕地大反攻》中的伊娃族為主角的衍生電影共有兩部，分別是1984年的《小奇兵》和1985年的《魔星傳奇》，兩部電影均在感恩節週末於ABC播出。瓦維克‧戴維斯領銜出演主要角色威克。兩部電影的時間背景均設定於《五部曲：帝國大反擊》和《六部曲：絕地大反攻》之間。兩部電影均曾通過VHS、鐳射影碟和DVD等渠道發行。儘管電影的故事創意來自喬治·盧卡斯，但標題沒有添加「星際大戰」。在迪士尼收購盧卡斯影業之後，這兩部電影被排除出星際大戰正史。
| 電影         | 美國播出日期   | 導演               | 編劇               | 故事        | 監製                                  | 電視網 |
| ------------ | -------------- | ------------------ | ------------------ | ----------- | ------------------------------------- | ------ |
| 《小奇兵》   | 1984年11月25日 | 約翰·科蒂          | 鮑勃·卡勞          | 喬治·盧卡斯 | 托馬斯·G·史密斯和派翠西亞·羅絲·迪格南 | ABC    |
| 《魔星傳奇》 | 1985年11月24日 | 肯·惠特和吉姆·惠特 | 肯·惠特和吉姆·惠特 | 喬治·盧卡斯 | 托馬斯·G·史密斯和伊恩·布萊斯          | ABC    |

#### 《小奇兵》（1984年）
威克帶著伊娃族幫助兩兄妹梅斯和辛德爾從怪物手中解救他們的父母。

#### 《魔星傳奇》（1985年）
為尋找能量電池，掠奪者襲擊了伊娃族居所，殺害了辛德爾的家人。威克帶著辛德爾逃離，結識了能夠拯救部落的隱士。

## 迴響

### 票房表現
星際大戰系列電影僅次於漫威電影宇宙系列電影，在全球系列電影票房排行中位居第二，共計收穫票房超過100億美元。
| 電影                       | 美國上映日期   | 票房收入       | 票房收入       | 票房收入        | 票房歷史總榜排名 | 票房歷史總榜排名 | 製作成本   | 來源          |
| 電影                       | 美國上映日期   | 北美           | 北美之外       | 全球            | 北美             | 全球             | 製作成本   | 來源          |
| 天行者傳奇                 | 天行者傳奇     | 天行者傳奇     | 天行者傳奇     | 天行者傳奇      | 天行者傳奇       | 天行者傳奇       | 天行者傳奇 | 天行者傳奇    |
| -------------------------- | -------------- | -------------- | -------------- | --------------- | ---------------- | ---------------- | ---------- | ------------- |
| 《四部曲：曙光乍現》       | 1977年5月25日  | $460,998,507   | $314,613,557   | $775,512,064    | 19               | 98               | $0.11億    | [ 80 ]        |
| 《五部曲：帝國大反擊》     | 1980年5月21日  | $290,371,960   | $257,607,494   | $547,975,067    | 98               | 182              | $0.18億    | [ 81 ]        |
| 《六部曲：絕地大反攻》     | 1983年5月25日  | $309,306,177   | $166,040,934   | $475,306,177    | 82               | 231              | $0.325億   | [ 82 ]        |
| 《首部曲：威脅潛伏》       | 1999年5月19日  | $474,544,677   | $552,538,030   | $1,027,044,677  | 18               | 42               | $1.15億    | [ 83 ]        |
| 《二部曲：複製人全面進攻》 | 2002年5月16日  | $310,676,740   | $338,859,618   | $649,436,358    | 80               | 140              | $1.15億    | [ 84 ]        |
| 《三部曲：西斯大帝的復仇》 | 2005年5月19日  | $380,270,577   | $469,765,058   | $850,035,635    | 44               | 78               | $1.13億    | [ 85 ]        |
| 《七部曲：原力覺醒》       | 2015年12月18日 | $936,662,225   | $1,132,561,399 | $2,068,223,624  | 1                | 4                | $2.45億    | [ 86 ]        |
| 《八部曲：最後的絕地武士》 | 2017年12月15日 | $620,181,382   | $713,358,507   | $1,333,539,889  | 9                | 12               | $3.17億    | [ 87 ]        |
| 《九部曲：天行者的崛起》   | 2019年12月20日 | $515,202,542   | $558,941,706   | $1,074,144,248  | 14               | 32               | $2.75億    | [ 88 ]        |
| 衍生電影                   |                |                |                |                 |                  |                  |            |               |
| 《複製人之戰》             | 2008年8月15日  | $35,161,554    | $33,121,290    | $68,282,844     | 2,447            | 2,211            | $0.085億   | [ 89 ]        |
| 《俠盜一號》               | 2016年12月16日 | $532,177,324   | $524,879,949   | $1,056,057,273  | 12               | 36               | $2.65億    | [ 90 ]        |
| 《韓索羅》                 | 2018年5月25日  | $213,767,512   | $179,157,295   | $392,924,807    | 189              | 311              | $3.00億    | [ 91 ] [ 92 ] |
| 總計                       | 總計           | $5,081,223,784 | $5,239,306,792 | $10,318,030,576 | 2                | 2                | $16.33億   | [ 93 ] [ 79 ] |

### 評價
| 電影                       | 專業評價         | 專業評價       | 公眾評價   |
| 電影                       | 爛番茄           | Metacritic     | 影院評分   |
| 天行者傳奇                 | 天行者傳奇       | 天行者傳奇     | 天行者傳奇 |
| -------------------------- | ---------------- | -------------- | ---------- |
| 《四部曲：曙光乍現》       | 92%（130篇評論） | 90（24篇評論） | 不適用     |
| 《五部曲：帝國大反擊》     | 94%（102篇評論） | 82（25篇評論） | 不適用     |
| 《六部曲：絕地大反攻》     | 82%（94篇評論）  | 58（24篇評論） | 不適用     |
| 《首部曲：威脅潛伏》       | 53%（230篇評論） | 51（36篇評論） | A−         |
| 《二部曲：複製人全面進攻》 | 65%（253篇評論） | 54（39篇評論） | A−         |
| 《三部曲：西斯大帝的復仇》 | 80%（299篇評論） | 68（40篇評論） | A−         |
| 《七部曲：原力覺醒》       | 93%（435篇評論） | 80（55篇評論） | A          |
| 《八部曲：最後的絕地武士》 | 90%（472篇評論） | 84（56篇評論） | A          |
| 《九部曲：天行者的崛起》   | 51%（495篇評論） | 54（61篇評論） | B+         |
| 衍生電影                   |                  |                |            |
| 《複製人之戰》             | 18%（170篇評論） | 35（30篇評論） | B−         |
| 《俠盜一號》               | 84%（446篇評論） | 65（51篇評論） | A          |
| 《韓索羅》                 | 70%（473篇評論） | 62（54篇評論） | A−         |
| 電視電影                   |                  |                |            |
| 《星際大戰：假日特輯》     | 29%（15篇評論）  | 不適用         | 不適用     |
| 《小奇兵》                 | 23%（13篇評論）  | 不適用         | 不適用     |
| 《魔星傳奇》               | 50%（2篇評論）   | 不適用         | 不適用     |

### 獎項

#### 學院獎
當前11部真人電影共計獲得37項奧斯卡金像獎提名，其中7項獲獎。此外，還獲得3項特別成就獎，《五部曲：帝國大反擊》和《六部曲：絕地大反攻》獲得「視覺效果」的特別成就獎，《四部曲：曙光乍現》獲得「外星人、生物和機器人的聲音」的特別成就獎。
| 電影                       | 最佳 影片 | 最佳 導演 | 最佳 男配角 | 最佳 原創劇本 | 最佳 服裝設計 | 最佳 影片剪輯 | 最佳化妝 與髮型設計 | 最佳 原創音樂 | 最佳 藝術指導 | 最佳 音效剪輯 | 最佳 音響效果 | 最佳 視覺效果 | 來源    |
| -------------------------- | --------- | --------- | ----------- | ------------- | ------------- | ------------- | ------------------- | ------------- | ------------- | ------------- | ------------- | ------------- | ------- |
| 《四部曲：曙光乍現》       | 提名      | 提名      | 提名        | 提名          | 獲獎          | 獲獎          | 未設此項            | 獲獎          | 獲獎          |               | 獲獎          | 獲獎          | [ 124 ] |
| 《五部曲：帝國大反擊》     |           |           |             |               |               |               | 未設此項            | 提名          | 提名          |               | 獲獎          | 特別成就      | [ 122 ] |
| 《六部曲：絕地大反攻》     |           |           |             |               |               |               |                     | 提名          | 提名          | 提名          | 提名          | 特別成就      | [ 123 ] |
| 《首部曲：威脅潛伏》       |           |           |             |               |               |               |                     |               |               | 提名          | 提名          | 提名          | [ 126 ] |
| 《二部曲：複製人全面進攻》 |           |           |             |               |               |               |                     |               |               |               |               | 提名          | [ 127 ] |
| 《三部曲：西斯大帝的復仇》 |           |           |             |               |               |               | 提名                |               |               |               |               |               | [ 128 ] |
| 《七部曲：原力覺醒》       |           |           |             |               |               | 提名          |                     | 提名          |               | 提名          | 提名          | 提名          | [ 129 ] |
| 《俠盜一號》               |           |           |             |               |               |               |                     |               |               |               | 提名          | 提名          | [ 130 ] |
| 《八部曲：最後的絕地武士》 |           |           |             |               |               |               |                     | 提名          |               | 提名          | 提名          | 提名          | [ 131 ] |
| 《韓索羅》                 |           |           |             |               |               |               |                     |               |               |               |               | 提名          | [ 132 ] |
| 《九部曲：天行者的崛起》   |           |           |             |               |               |               |                     | 提名          |               | 提名          |               | 提名          | [ 133 ] |

#### 葛萊美獎
《星際大戰》系列電影共獲得6項葛萊美獎。
| 電影                       | 年度專輯 | 最佳流行樂器演奏 | 最佳影視媒體配樂專輯 | 最佳樂器作曲 | 來源    |
| -------------------------- | -------- | ---------------- | -------------------- | ------------ | ------- |
| 《四部曲：曙光乍現》       | 提名     | 獲獎             | 獲獎                 | 獲獎         | [ 135 ] |
| 《五部曲：帝國大反擊》     |          | 提名             | 獲獎                 | 獲獎         | [ 135 ] |
| 《六部曲：絕地大反攻》     |          |                  | 提名                 |              | [ 135 ] |
| 《首部曲：威脅潛伏》       |          |                  | 提名                 |              | [ 135 ] |
| 《三部曲：西斯大帝的復仇》 |          |                  | 提名                 | 提名         | [ 135 ] |
| 《七部曲：原力覺醒》       |          |                  | 獲獎                 |              | [ 135 ] |

#### 國會圖書館
1989年，《星際大戰四部曲：曙光乍現》被美國國會圖書館選入美國國家電影名冊，這部影片被認為在「文化上、歷史上或美學上具重要意義」。喬治·盧卡斯僅提供經過大量CGI技術修改的1997年35毫米膠片的版本，這個版本被國會圖書館拒絕收錄。在20世紀，美國版權法要求每一部美國電影在版權登記的時間內至少拷貝一份存放在國會圖書館。雖然該法沒有要求必須全部保留這些備份，但國會圖書館至今保留了盧卡斯影業於1978年3月送交來的拷貝版本，同時還保留著分別於1980年10月和1983年6月送交的《星際大戰五部曲：帝國大反擊》和《星際大戰六部曲：絕地大反攻》拷貝版本。2015年，國會圖書館完成對這部影片2K掃描，民眾可預約查看。
《星際大戰五部曲：帝國大反擊》於2010年被選入該名冊。

#### 艾美獎
《小奇兵》獲得1985年第37屆黃金時段艾美獎的最佳特殊視覺效果獎，並獲得最佳兒童節目獎提名。
《魔星傳奇》獲得1986年第38屆黃金時段艾美獎的最佳特殊視覺效果獎，並獲得最佳兒童節目獎和最佳限定影集/電視電影混音獎兩項提名。

## 未製作電影
2013年，羅伯特·艾格宣佈開發星際大戰衍生電影，由賽門·金柏格編劇，影片將以賞金獵人波巴·費特為主角。2014年6月，喬許·特蘭克宣佈執導這部電影，並在星戰慶典上釋出前導預告短片。但是一年多之後，由於創作分歧，特蘭克離開這個項目。2018年5月，詹姆斯·曼高德接手這個項目，將擔當導演並撰寫劇本，賽門·金柏格擔當監製兼聯合編劇。10月，迪士尼宣佈放棄這個項目，將重心轉移至電視劇《曼達洛人》。
2017年8月，報道稱一部關於赫特人賈霸的電影正在籌備之中，此外還有以絕地大師歐比王·肯諾比和尤達為主要角色的電影。史蒂芬·戴爾卓與迪士尼進入早期商談階段，有意執導以歐比王·肯諾比為主角的電影，並且擔當聯合編劇。2019年8月，在迪士尼D23博覽會上，盧卡斯影業正式宣佈開發以歐比王·肯諾比為主角的影集，該電影項目中止開發。
在電影《星際大戰外傳：俠盜一號》中領銜出演女主角琴·厄索的菲麗希緹·瓊斯還有一部出演《星際大戰》系列電影的合約。2018年，影評人認為電影《星際大戰外傳：韓索羅》為續集留下伏筆。艾登·艾倫瑞克和艾蜜莉·克拉克確認他們仍有出演《星際大戰》系列電影的合約。凱薩琳·甘迺迪表示有計劃籌備以年輕時期的藍道·卡利森為主角的電影，她透露當前這幾部電影均未在開發之中。
2018年中期，一部以莫斯艾斯利航天港為背景的電影被擱置或取消製作，進而造成盧卡斯影業擱置衍生電影或影集的傳聞，盧卡斯影業對此闢謠，聲明有多部未公開的電影正在開發階段。
2018年2月，《冰與火之歌：權力遊戲》的主創大衛·貝尼奧夫和D·B·魏斯宣佈為新《星際大戰》三部曲撰寫劇本，並擔當監製，三部電影分別定於2023年、2025年和2027年12月上映。2019年10月，兩人與Netflix簽訂全面獨家合約，因此退出該項目製作。凱薩琳·甘迺迪表示對兩人日後回歸繼續推進項目持開放態度。
此外，儘管未獲盧卡斯影業證實，2019年5月，稱萊塔·卡羅格里迪斯正在為《星際大戰：舊共和國武士》撰寫第一部改編的電影劇本，該項目計劃開發為三部電影。2020年1月，消息稱設定在舊共和國巔峰時期的電影正在開發階段。

## 備註
1. ↑  盧卡斯影業在2018年宣傳《星際大戰九部曲：天行者的崛起》時，宣佈「天行者傳奇」這一合輯名稱[1][2]。
2. ↑  正傳三部曲和前傳三部曲分別每隔三年上映一部電影，後傳三部曲每隔兩年上映一部電影。
3. ↑  當前譯名為暫定名稱，以便查詢。盧卡斯影業仍未公佈官方英文片名或正式譯名。
4. ↑  亞歷·堅尼斯憑藉在《星際大戰四部曲：曙光乍現》中出演歐比王·肯諾比獲得奧斯卡最佳男配角獎提名。
5. ↑  〈星際大戰主題曲（英语：Star Wars (Main Title)）〉獲得葛萊美獎最佳樂器作曲（英语：Grammy Award for Best Instrumental Composition）。
6. ↑  〈尤達主題曲〉（"Yoda's Theme"）獲得葛萊美獎最佳流行樂器演奏（英语：Grammy Award for Best Pop Instrumental Performance）提名。
7. ↑  〈帝國大反擊（英语：The Empire Strikes Back (soundtrack)）〉原聲帶獲得葛萊美獎最佳樂器作曲，達斯·維達的主題曲〈帝國進行曲〉和〈尤達主題曲〉獲得葛萊美獎最佳樂器作曲。
8. ↑  〈安納金的背叛〉（"Anakin's Betrayal"）獲得葛萊美獎最佳樂器作曲提名。
9. ↑  據報道，這部影片中將出現《五部曲：帝國大反擊》中的多名賞金獵人[155]。

## 資料來源

### 網頁
1. ↑  LEADBEATER, ALEX. . Screen Rant. 2017-01-24. （原始内容存档于2019-02-06）. ... how the Star Wars saga is currently evolving ... Lucasfilm fluctuated between Star Wars Anthology and A Star Wars Story, before settling on the latter. ... Episode VIII becoming The Last Jedi continues this trend, ... the announcement calls it "the next chapter in the Skywalker saga," solidifying "Skywalker Saga" as the official banner for the numbered episodes.
2. ↑  Mike Murphy. . Quartz. 2017-05-25  [2020-10-15]. （原始内容存档于2017-06-06）.
3. ↑  Ryan Gilbey. . TheGuardian.com. 2018-09-26  [2020-10-15]. （原始内容存档于2020-06-06）.
4. ↑  Chris Nashawaty. . Entertainment Weekly. 2010-11-29  [2020-11-18]. （原始内容存档于2019-12-24）.
5. 1 2  James Floyd. . starwars.com. 2020-05-12  [2020-11-18]. （原始内容存档于2020-06-08）.
6. 1 2  Shawn Robbins. . Boxoffice Pro. 2020-05-21  [2020-11-18]. （原始内容存档于2020-07-28）.
7. ↑  Lee Thomas-Mason. . Far Out Magazine. 2020-09-18  [2020-11-18]. （原始内容存档于2020-10-15）.
8. ↑  Pellegrom, Dennis. . Star Wars Interviews. January 2010  [2019-06-01]. （原始内容存档于2020-09-24）.
9. ↑  Emily VanDerWerff. . Vox. 2019-05-19  [2020-11-18]. （原始内容存档于2020-10-10）.
10. ↑  . starwars.com. 2020-12-08  [2020-12-13]. （原始内容存档于2020-12-10）.
11. ↑  Darren Franich. . Entertainment Weekly. 2019-11-20  [2020-11-18]. （原始内容存档于2019-11-21）.
12. 1 2  Cameron Bonomolo. . Comicbook.com. 2020-05-16  [2020-11-18]. （原始内容存档于2020-06-01）.
13. ↑  Alex Leadbeater. . Screen Rant. 2020-05-19  [2020-11-18]. （原始内容存档于2020-05-29）.
14. ↑  Phil Pirrello. . The Hollywood Reporter. 2020-05-19  [2020-11-18]. （原始内容存档于2020-06-01）.
15. 1 2  Kevin P. Sullivan. . Entertainment Weekly. 2015-12-18  [2020-11-18]. （原始内容存档于2016-06-22）.
16. ↑  Mandalit Del Barco. . NPR. 2017-12-15  [2020-11-18]. （原始内容存档于2020-09-11）.
17. ↑  Patrick Hipes. . Deadline Hollywood. 2017-01-23  [2020-11-18]. （原始内容存档于2017-07-07）.
18. 1 2  Pete Hammond. . Deadline Hollywood. 2019-12-18  [2020-10-15]. （原始内容存档于2020-04-08）.
19. ↑  Gregory Lawrence. . Collider. 2019-11-15  [2020-11-18]. （原始内容存档于2020-09-09）.
20. ↑  Anthony D'Alessandro. . Deadline.com. 2019-06-17  [2020-12-13]. （原始内容存档于2020-12-12）.
21. ↑  吉姆·斯特蘭科 "George Lucas", Prevue #42, September–October 1980.
22. 1 2  Breznican, Anthony. . Entertainment Weekly. 2015-04-19  [2015-04-19]. （原始内容存档于2015-04-20）.
23. ↑  Breznican, Anthony. . Entertainment Weekly. 2016-11-22  [2018-10-10]. （原始内容存档于2016-11-23）.
24. 1 2 3  Rhys McGinley. . Screen Rant. 2020-06-23  [2020-10-15]. （原始内容存档于2020-10-30）.
25. ↑  Joshua Rich. . Entertainment Weekly. 2008-03-17  [2018-09-24]. （原始内容存档于2014-08-19）.
26. ↑  Douglas Brode; Leah Deyneka. . Scarecrow Press. 2012: 128. ISBN 978-0-8108-8512-7.
27. ↑  . www.themarysue.com.   [2018-09-22]. （原始内容存档于2018-10-05）.
28. ↑  .   [2018-09-22]. （原始内容存档于2018-06-21）.
29. ↑  . StarWars.com. 2014-04-25  [2016-05-26]. （原始内容存档于2016-09-10）.
30. ↑  Anita Busch. . Deadline Hollywood. 2016-05-31  [2020-10-15]. （原始内容存档于2020-11-11）.
31. ↑  Hoai-Tran Bui. . /Film. 2019-03-19  [2020-10-15]. （原始内容存档于2020-11-07）.
32. ↑  Sebastian Peris. . Heroic Hollywood. 2020-01-21  [2020-10-15]. （原始内容存档于2020-12-13）.
33. ↑  Natalie Stone. . The Hollywood Reporter. 2015-08-15  [2020-10-15]. （原始内容存档于2019-08-25）.
34. 1 2  Pete Hammond. . Deadline Hollywood. 2018-05-24  [2020-10-15]. （原始内容存档于2018-06-15）.
35. 1 2  McCreesh, Louise. . Digital Spy. 2018-02-13  [2018-03-14]. （原始内容存档于2018-03-14）.
36. ↑  . CNBC. 2013-02-05  [2013-02-05]. （原始内容存档于2013-02-06）.
37. ↑  Breznican, Anthony. . Entertainment Weekly. 2013-02-06  [2013-02-06]. （原始内容存档于2013-02-08）.
38. ↑  Graser, Marc. . Variety. 2013-09-12  [2013-09-13]. （原始内容存档于2020-11-14）.
39. ↑  Gallagher, Brian. . MovieWeb.   [2014-01-17]. （原始内容存档于2014-01-19）.
40. ↑  Breznican, Anthony. . Entertainment Weekly. 2016-11-22  [2018-10-10]. （原始内容存档于2016-11-23）.
41. 1 2  Armitage, Hugh. . Digital Spy. 2019-01-13  [2019-03-17]. （原始内容存档于2019-02-17）.
42. ↑  . www.artofvfx.com. 2017-01-09  [2018-09-28]. （原始内容存档于2018-09-16）.
43. ↑  Kit, Borys. . The Hollywood Reporter. 2014-05-22  [2014-05-22]. （原始内容存档于2014-05-25）.
44. ↑  Collura, Scott. . IGN. 2015-03-12  [2015-03-12]. （原始内容存档于2015-03-13）.
45. ↑  Fleming, Mike, Jr. . Deadline Hollywood. 2015-03-03  [2020-09-17]. （原始内容存档于2020-12-13）.
46. ↑  Oleksinski, Johnny. . New York Post. 2016-12-09  [2018-09-27]. （原始内容存档于2018-06-12）.
47. ↑  . Box Office Mojo.   [2016-12-27]. （原始内容存档于2016-12-29）.
48. ↑  Silliman, Brian. . SyFy Wire. 2018-05-25  [2018-09-28]. （原始内容存档于2018-09-12）.
49. ↑  Bacon, Thomas. . Screen Rant. January 9, 2024  [January 9, 2024]. （原始内容存档于2024-11-03） （美国英语）.
50. ↑  Lang, Brent. . Variety. 2024-04-05  [2024-04-05]. （原始内容存档于2024-04-05）.
51. ↑  D'Alessandro, Anthony. . Deadline. 2024-08-10  [2024-08-10]. （原始内容存档于2024-08-10） （美国英语）.
52. 1 2 3  Stedman, Alex. . Variety. 2020-12-10  [2020-12-11]. （原始内容存档于2020-12-12）.
53. 1 2  . The Hollywood Reporter. 2020-06-25  [2021-06-26]. （原始内容存档于2021-12-13）.
54. 1 2  D'Alessandro, Anthony. . Deadline. 2021-06-25  [2021-06-26]. （原始内容存档于2021-07-06）.
55. ↑  McPherson, Chris. . Collider. 2024-03-13  [2024-04-03]. （原始内容存档于2025-05-20） （英语）.
56. ↑  Chitwood, Adam. . Collider. 2020-07-23  [2020-07-24]. （原始内容存档于2020-07-24） （美国英语）.
57. ↑  Chitwood, Adam. . Collider. 2020-12-10  [2020-12-11]. （原始内容存档于2020-12-12）.
58. ↑  Rubin, Rebecca. . Variety. September 15, 2022  [September 15, 2022]. （原始内容存档于2022-09-15） （美国英语）.
59. ↑  Dinsdale, Ryan B. . IGN. 2023-04-07  [2023-04-07]. （原始内容存档于2024-01-18） （美国英语）.
60. 1 2  . Good Morning America. ABC. 2018-06-21  [2020-04-03]. （原始内容存档于2018-08-30）.
61. ↑  Patches, Matt. . Polygon. 2019-04-12  [2020-04-03]. （原始内容存档于2019-04-12）.
62. ↑  . StarWars.com. 2017-11-09  [2017-11-09]. （原始内容存档于2017-11-16）.
63. ↑  Chitwood, Adam. . Collider. 2019-02-14  [2019-02-14]. （原始内容存档于2019-02-14）.
64. ↑  . 2019-04-05  [2019-04-06]. （原始内容存档于2019-04-06）.
65. ↑  Chichizola, Corey. . CinemaBlend. 2019-09-17  [2019-09-17]. （原始内容存档于2020-12-13）.
66. ↑  Breznican, Anthony. . Entertainment Weekly. 2019-04-13  [2019-04-15]. （原始内容存档于2019-04-14）.
67. ↑  Kim Masters. . The Hollywood Reporter. 2019-09-25  [2019-09-25]. （原始内容存档于2019-09-26）.
68. ↑  Vary, Adam B. . Variety. 2020-02-21  [2020-02-21]. （原始内容存档于2020-10-06）.
69. ↑  . StarWars.com. 2020-05-04  [2020-05-04]. （原始内容存档于2020-05-04） （美国英语）.
70. ↑  Warren, Robert. . Salon. 2014-12-25  [2017-03-01]. （原始内容存档于2017-01-08）.
71. ↑  Corry, John. . The New York Times. 1985-11-24  [2017-03-01]. （原始内容存档于2017-03-02）.
72. 1 2  Alter, Ethan. . Yahoo!. 2015-12-15  [2017-03-01]. （原始内容存档于2017-02-10）.
73. 1 2  O'Connor, John. . The New York Times. 1984-11-23  [2017-03-01]. （原始内容存档于2016-12-20）.
74. ↑  Chee, Leland (Tasty Taste). . StarWars.com. 2006-06-14  [2018-11-02]. （原始内容存档于2007-03-05）.
75. ↑  Bibbiani, William. . 2017-12-14  [2020-09-17]. （原始内容存档于2020-12-13）.
76. ↑  Newbold, Mark. . StarWars.com. 2013-04-15  [2017-03-16]. （原始内容存档于2017-03-11）.
77. ↑  . theweek.com. 2017-12-13  [2018-11-09]. （原始内容存档于2018-11-09）.
78. 1 2  . Box Office Mojo.   [2019-06-06]. （原始内容存档于2018-03-08）.
79. ↑  . Box Office Mojo.   [2020-01-17]. （原始内容存档于2012-03-12）.
80. ↑  . Box Office Mojo.   [2020-01-04]. （原始内容存档于2019-07-07）.
81. ↑  . Box Office Mojo.   [2020-01-04]. （原始内容存档于2019-07-18）.
82. ↑  . Box Office Mojo.   [2020-02-13]. （原始内容存档于2012-01-25）.
83. ↑  . Box Office Mojo.   [2020-01-04]. （原始内容存档于2009-02-15）.
84. ↑  . Box Office Mojo.   [2020-01-04]. （原始内容存档于2012-01-25）.
85. ↑  . Box Office Mojo.   [2019-06-06]. （原始内容存档于2016-02-27）.
86. ↑  . Box Office Mojo.   [2019-06-06]. （原始内容存档于2017-12-19）.
87. ↑  . Box Office Mojo.   [2020-03-20]. （原始内容存档于2019-12-30）.
88. ↑  . Box Office Mojo.   [2019-06-06]. （原始内容存档于2019-06-05）.
89. ↑  FilmL.A.  (PDF). FilmL.A. Feature Film Study. 2017-05-23: 22  [2018-11-22]. （原始内容存档 (PDF)于2017-07-31）.
90. ↑  Christian Sylt. . Forbes. 2018-06-04  [2018-06-13]. （原始内容存档于2018-06-15）.
91. ↑  Anthony D'Alessandro. . Deadline. 2018-10-26  [2018-10-27]. （原始内容存档于2018-10-26）.
92. ↑  . Box Office Mojo.   [2019-06-06]. （原始内容存档于2014-05-24）.
93. ↑  . CinemaScore.   [2019-12-21]. （原始内容存档于2019-07-24）.
94. ↑  . Rotten Tomatoes.   [2020-03-02]. （原始内容存档于2019-05-06）.
95. ↑  . Metacritic.   [2019-06-06]. （原始内容存档于2012-12-27）.
96. ↑  . Rotten Tomatoes.   [2019-06-06]. （原始内容存档于2019-06-20）.
97. ↑  . Metacritic.   [2019-06-06]. （原始内容存档于2012-11-06）.
98. ↑  . Rotten Tomatoes.   [2019-06-06]. （原始内容存档于2019-05-07）.
99. ↑  . Metacritic.   [2019-06-06]. （原始内容存档于2013-02-21）.
100. ↑  . Rotten Tomatoes.   [2020-03-02]. （原始内容存档于2019-12-18）.
101. ↑  . Metacritic.   [2019-06-06]. （原始内容存档于2012-12-30）.
102. ↑  . Rotten Tomatoes.   [2020-03-02]. （原始内容存档于2019-12-18）.
103. ↑  . Metacritic.   [2019-06-06]. （原始内容存档于2012-03-27）.
104. ↑  . Rotten Tomatoes.   [2020-03-02]. （原始内容存档于2019-12-18）.
105. ↑  . Metacritic.   [2019-06-06]. （原始内容存档于2012-12-27）.
106. ↑  . Rotten Tomatoes.   [2019-12-18]. （原始内容存档于2019-12-18）.
107. ↑  . Metacritic.   [2019-06-06]. （原始内容存档于2016-09-17）.
108. ↑  . Rotten Tomatoes.   [2019-12-18]. （原始内容存档于2018-01-23）.
109. ↑  . Metacritic.   [2019-06-06]. （原始内容存档于2018-01-11）.
110. ↑  . Rotten Tomatoes.   [2020-03-23]. （原始内容存档于2019-12-18）.
111. ↑  . Metacritic.   [2019-12-21]. （原始内容存档于2019-12-18）.
112. ↑  . Rotten Tomatoes.   [2019-06-06]. （原始内容存档于2011-08-08）.
113. ↑  . Metacritic.   [2019-06-06]. （原始内容存档于2015-12-15）.
114. ↑  . Rotten Tomatoes.   [2019-12-18]. （原始内容存档于2019-12-25）.
115. ↑  . Metacritic.   [2019-06-06]. （原始内容存档于2017-07-23）.
116. ↑  . Rotten Tomatoes.   [2019-12-18]. （原始内容存档于2018-05-20）.
117. ↑  . Metacritic.   [2019-06-06]. （原始内容存档于2018-05-19）.
118. ↑  . Rotten Tomatoes.   [2020-01-23]. （原始内容存档于2019-05-23）.
119. ↑  . Rotten Tomatoes.   [2019-12-18]. （原始内容存档于2019-05-07）.
120. ↑  . Rotten Tomatoes.   [2020-05-21]. （原始内容存档于2019-05-05）.
121. 1 2  . Academy of Motion Picture Arts and Sciences (AMPAS).   [2017-12-22]. （原始内容存档于2017-12-22）.
122. 1 2  . Academy of Motion Picture Arts and Sciences (AMPAS).   [2017-12-22]. （原始内容存档于2017-12-22）.
123. 1 2  . Academy of Motion Picture Arts and Sciences (AMPAS).   [2017-12-22]. （原始内容存档于2017-12-22）.
124. ↑  . Academy Awards Acceptance Speech.   [2017-12-23]. （原始内容存档于2017-12-23）.
125. ↑  . Academy of Motion Picture Arts and Sciences (AMPAS).   [2017-12-22]. （原始内容存档于2017-12-22）.
126. ↑  . Academy of Motion Picture Arts and Sciences (AMPAS).   [2017-12-22]. （原始内容存档于2017-12-22）.
127. ↑  . Academy of Motion Picture Arts and Sciences (AMPAS).   [2017-12-22]. （原始内容存档于2017-12-22）.
128. ↑  . Academy of Motion Picture Arts and Sciences (AMPAS).   [2017-12-22]. （原始内容存档于2017-12-22）.
129. ↑  . Academy of Motion Picture Arts and Sciences (AMPAS).   [2017-12-22]. （原始内容存档于2017-12-22）.
130. ↑  . Academy of Motion Picture Arts and Sciences (AMPAS).   [2018-01-23]. （原始内容存档于2018-03-10）.
131. ↑  . Academy of Motion Picture Arts and Sciences (AMPAS).   [2019-04-05]. （原始内容存档于2019-04-05）.
132. ↑  . Academy of Motion Picture Arts and Sciences (AMPAS).   [2020-09-19]. （原始内容存档于2020-01-13）.
133. ↑  . The Recording Academy. 2017-05-15  [2017-12-22]. （原始内容存档于2017-12-22）.
134. 1 2 3 4 5 6  . The Recording Academy.   [2017-12-22]. （原始内容存档于2017-10-22）.
135. ↑  . U.S. National Film Registry.   [2006-09-02]. （原始内容存档于2006-08-21）.
136. ↑  Andrews, Mallory. . soundonsight.org. Sound on Sight. 2014-07-21  [2014-07-27]. （原始内容存档于2014-07-28）. the NFR does not possess workable copies of the original versions...Government-mandated agencies such as the National Film Registry are unable to preserve (or even possess) working copies of the films on their list without the consent of the author and/or copyright holder.
137. ↑   (PDF). 美國國會圖書館. 1913: 141  [2020-09-17]. （原始内容存档 (PDF)于2015-09-23）.
138. ↑  . savestarwars.com. Saving Star Wars. 2011  [2014-07-27]. （原始内容存档于2014-12-03）. When the request was made for STAR WARS, Lucasfilm offered us the Special Edition version. The offer was declined as this was obviously not the version that had been selected for the Registry.
139. ↑  Ulanoff, Lance. . Mashable. 2015-12-17  [2016-10-12]. （原始内容存档于2016-10-13）.
140. ↑  .   [2010-12-28]. （原始内容存档于2010-12-31）.
141. ↑  Barnes, Mike. . The Hollywood Reporter. 2010-12-28  [2010-12-28]. （原始内容存档于2010-12-30）.
142. ↑  Leverence, John. . 37th Primetime Emmy Awards, September 22, 1985. Academy of Television Arts & Sciences.   [2016-01-13]. （原始内容存档于2019-01-26）.
143. ↑  . 37th Primetime Emmy Awards, September 22, 1985. Academy of Television Arts & Sciences.   [2016-02-06]. （原始内容存档于2019-01-29）.
144. ↑  Leverence, John. . 38th Primetime Emmy Awards, September 21, 1986. Academy of Television Arts & Sciences.   [2016-01-16]. （原始内容存档于2018-08-01）.
145. ↑  . 38th Primetime Emmy Awards, September 21, 1986. Academy of Television Arts & Sciences.   [2016-02-06]. （原始内容存档于2018-07-06）.
146. ↑  . 38th Primetime Emmy Awards, September 21, 1986. Academy of Television Arts & Sciences.   [2016-02-06]. （原始内容存档于2018-06-22）.
147. ↑  . CNBC.  事件发生在 7:20. 2013-02-05  [2013-02-05]. （原始内容存档于2013-02-06）.
148. ↑  Breznican, Anthony. . Entertainment Weekly. 2013-02-06  [2018-11-05]. （原始内容存档于2018-04-06）.
149. ↑  . StarWars.com. 2014-06-04  [2018-08-23]. （原始内容存档于2014-06-28）.
150. ↑  Breznican, Anthony. . Entertainment Weekly. 2016-11-22  [2018-11-06]. （原始内容存档于2018-11-06）.
151. ↑  Oldham, Stuart. . Variety. 2015-05-01  [2018-08-23]. （原始内容存档于2018-08-24）.
152. ↑  Kit, Borys. . The Hollywood Reporter. 2018-05-24  [2018-05-24]. （原始内容存档于2018-05-25）.
153. ↑  D'Alessandro, Anthony. . Deadline. 2018-05-24  [2018-05-24]. （原始内容存档于2018-05-25）.
154. ↑  Breznican, Anthony. . Entertainment Weekly. 2018-10-13  [2018-10-29]. （原始内容存档于2018-10-30）.
155. ↑  D'Alessandro, Anthony. . Deadline. 2018-10-26  [2018-10-26]. （原始内容存档于2018-10-26）.
156. ↑  Kroll, Justin. . Variety. 2017-08-17  [2018-11-01]. （原始内容存档于2018-11-20）.
157. ↑  Kit, Borys. . The Hollywood Reporter. 2017-08-17  [2018-05-24]. （原始内容存档于2018-05-25）.
158. ↑  . StarWars.com. 2019-08-23  [2019-08-24]. （原始内容存档于2019-08-24）.
159. ↑  Bradley, Laura. . HWD. 2016-12-16  [2019-10-15]. （原始内容存档于2017-07-24）.
160. ↑  Polo, Susana. . Polygon. 2018-05-25  [2019-10-15]. （原始内容存档于2019-12-17）.
161. ↑  Britt, Ryan. . Inverse.com.   [2018-09-28]. （原始内容存档于2018-11-16）.
162. ↑  Miller, Matt. . Esquire. 2018-04-24  [2018-09-28]. （原始内容存档于2018-06-30）.
163. ↑  Houghton, Rianne. . Digital Spy. 2018-05-17  [2018-09-28]. （原始内容存档于2018-09-26）.
164. ↑  King, Rachel. . Fortune. 2018-05-16  [2018-11-25]. （原始内容存档于2018-11-25）.
165. ↑  . Making Star Wars. 2018-06-21  [2018-06-22]. （原始内容存档于2018-06-21） （美国英语）.
166. 1 2  Weintraub, Steve. . Collider. 2018-06-20  [2018-09-01]. （原始内容存档于2018-08-31）.
167. ↑  . StarWars.com. 2018-02-06  [2019-10-31]. （原始内容存档于2018-02-06）.
168. 1 2  Holmes, Adam. . Cinema Blend. 2019-10-30  [2019-10-31]. （原始内容存档于2019-10-31）.
169. ↑  Geoff Boucher. . Deadline Hollywood. 2019-10-28  [2019-10-29]. （原始内容存档于2019-10-29）.
170. ↑  Aurthur, Kate. . BuzzFeed News. 2019-05-23  [2019-05-23]. （原始内容存档于2019-05-24）.
171. ↑  Kain, Erik. . Forbes. 2020-01-08  [2020-02-27]. （原始内容存档于2020-02-26）.

### 書籍
- Bouzerea, Laurent. . Del Rey. 1997. ISBN 978-0-345-40981-2.
- Kaminski, Michael. . 2007.
- ——.  3.0. Legacy Books Press. 2008 [2007]. ISBN 978-0-9784652-3-0.
- Rinzler, Jonathan W. . Del Rey. 2005. ISBN 978-0-345-43139-4.
- ———. . Del Rey. 2007. ISBN 978-0-345-49476-4.

## 外部连结
- 官方网站